# Pysznica (gmina)
Pour la localité, voir Pysznica.
Pysznica [pɨʂˈnit͡sa] est une commune rurale de la Voïvodie des Basses-Carpates et du Powiat de Stalowa Wola. Elle s'étend sur 147,82 km2 et comptait 10 047 habitants en 2010. Elle se situe à environ 6 kilomètres à l'est de Stalowa Wola et à 61 kilomètres au nord de Rzeszów, la capitale régionale.